# La veste lunga
La veste lunga è una novella di Luigi Pirandello pubblicata originariamente nel 1913 sulla rivista "Noi e il mondo" e poi inserita nella raccolta Novelle per un anno.

## Trama
La protagonista di questa novella è Didì, una ragazza di sedici anni, che si trova ad affrontare un improvviso passaggio dall'età adolescenziale a quella adulta, rappresentata per l'appunto, dalla veste lunga. Didì è in viaggio con il padre e il fratello, Cocò, verso Zùnica, un paese lontano da Palermo dove lavorava il padre. Da luogo da sogno nell'infanzia di Didì, Zùnica si era trasformato per lei in luogo da incubo, visto che vi si sta recando per sposare un uomo di quarantacinque anni che non hai mai visto prima. 
La novella racconta di come la morte della madre, avvenuta tre anni prima, abbia influenzato le vite della famiglia, e specialmente quella di Didì, che da quel momento in poi rimane sola, più a livello emotivo che fisico. Anche quando il padre e il fratello sono a casa, infatti, è come se ci fossero solo con il corpo e non col cuore e la mente.
Didì è totalmente spaventata dal futuro che le spetta e vede nell'età adulta tanta tristezza, ripensando anche alla fine dell'amica Rorò Campi, morta subito dopo esser entrata nell'età adulta. Durante il viaggio i due accompagnatori di Didì, si addormentano, facendola sentire più sola di quanto già non si sentisse. Lei si sente ancora la bambina che la madre la faceva sentire e non riesce ad accettare quel futuro, così, attratta dal "veleno" che il padre si porta sempre dietro per la sua malattia, decide di ingerirlo, arrivando così morta a Zùnica.

## Analisi
Questa novella rappresenta la concezione di Pirandello dell'esistenza, ovvero un contrasto tra la vita e la forma. 
La protagonista del racconto è Didì, una ragazza in piena adolescenza, costretta troppo presto a vestire i panni di una donna adulta ai quali sente di non appartenere, metaforicamente rappresentati dalla veste lunga. L'intreccio arriva subito al punto focale della narrazione e, attraverso l'uso di flashback sempre più arretrati del tempo, riesce a ricostruire la storia, chiarendo i motivi degli atteggiamenti attuali dei personaggi e la ragione del viaggio. 
Didì, con il suicidio, cerca di attirare l'attenzione dei familiari, che le sembrano disinteressati alla sua condizione di disagio. Tuttavia, la morte non le permette di godere delle attenzioni tanto bramate e il rifiuto della forma si riversa anche sul paesaggio e sul mutamento dei suoi colori, prima vivi e poi cupi e scuri.
Il finale drammatico della novella sembra esserne la conclusione naturale e la dimostrazione del desiderio di morte che abitava gli adolescenti in quell'epoca.

### Sistema dei personaggi
Il protagonista, in questa novella è rappresentato dalla giovane Didì, la quale è posta al centro di tutte le vicende più ampie e significative. Un comprimario è invece Cocò, il fratello della ragazza, che ha la sua stessa importanza all'interno del racconto. In questa novella, i personaggi secondari influenti sono la madre, che ha avuto un importante impatto sui comportamenti attuali della ragazza, e il barone, causa certamente influente nel suicidio della giovane.

### Simboli
In questo racconto, il simbolo è rappresentato dalla veste lunga, che figura l'inserimento nel mondo degli adulti.

## Edizioni
- "Noi e il mondo", febbraio 1913
- Nella raccolta La trappola, 1915
- Nel quarto volume delle Novelle per un anno[1]
- Luigi Pirandello, Novelle per un anno, Prefazione di Corrado Alvaro, Mondadori 1956-1987, 2 volumi. 0001690-7
- Luigi Pirandello, Novelle per un anno, a cura di Mario Costanzo, Prefazione di Giovanni Macchia, I Meridiani, 2 volumi, Arnoldo Mondadori, Milano 1987 EAN: 9788804211921
- Luigi Pirandello, Tutte le novelle, a cura di Lucio Lugnani, Classici Moderni BUR, Milano 2007, 3 volumi.
- Luigi Pirandello, Novelle per un anno, a cura di S. Campailla, Newton Compton, Grandi tascabili economici.I mammut, Roma 2011 Isbn 9788854136601
- Luigi Pirandello, Novelle per un anno, a cura di Pietro Gibellini, Giunti, Firenze 1994, voll. 3.